# Боннин, Тано
Каэтано Бартоломе Боннин Васкес (англ. Cayetano  Bonnín ; род. 30 июня 1990, Пальма) — доминиканский футболист, широко известный как Тано, играющий за испанский клуб «Эркулес» в качестве центрального защитника.

## Клубная карьера
Воспитанник футбольного клуба «Мальорка», в котором провёл 11 лет, отлучившись на сезон в «Хаэн».
Летом 2010 года Тано подписал контракт с «Реалом», но играл только за третью команду мадридцев в четвёртом дивизионе.
После Реала играл в молодёжных командах «Валенсии» и «Вильярреала», пока не перебрался в «Осасуну» в 2015 году.
Тано дебютировал в Ла Лиге 10 сентября 2016 года.

## Международная карьера
Родился Тано от доминиканской матери, что позволило ему дебютировать за сборную Доминиканской Республики 24 марта 2013 года, в товарищеской встрече с Гаити (3:1).